# ICOM Deutschland
ICOM Deutschland e. V. ist das deutsche Nationalkomitee des Internationalen Museumsrates (ICOM, englisch International Council of Museums).

## Allgemein
ICOM Deutschland wurde am 19. März 1953 gegründet und ist mit über 6500 Mitgliedern das mitgliederstärkste der 121 Nationalkomitees von ICOM und die größte Organisation der Museen und Museumsfachleute in Deutschland. ICOM Deutschland vertritt im Dialog und Zusammenwirken mit anderen Kultur- und Museumsorganisationen die Interessen der Museen und Museumsfachleute im öffentlichen Leben.
ICOM Deutschland und der Internationale Museumsrat ICOM sehen ihre Arbeit darin, in Zusammenarbeit mit der UNESCO die in den Museen verwahrten Kulturgüter zu schützen und sie in den Dienst der Gesellschaft zu stellen. Die von ICOM entwickelten und weltweit anerkannten Ethischen Richtlinien für Museen (Code of Ethics for Museums) bilden die Grundlage der professionellen Arbeit von Museen.
Zudem gab ICOM Deutschland zusammen mit dem Deutschen Museumsbund im Februar 2006 die Handreichung Standards für Museen heraus, welche eine Orientierung für eine qualifizierte Museumsarbeit in den mehr als 6300 Museen in Deutschland bietet.

## Präsidenten
- 1953–1965: Kurt Martin, Karlsruhe[5]
- 1965–1968: Alfred Hentzen, Hamburg[6]
- 1968–1992: Hermann Auer, München
- 1993–1998: Hans-Albert Treff, München
- 1999–2004: Hans-Martin Hinz, Berlin
- 2005–2009: York Langenstein, München
- 2009–2013: Klaus Weschenfelder, Coburg
- 2014–2016: Michael Henker, München[7]
- 2017–2022: Beate Reifenscheid, Koblenz[8]
- seit 1. Januar 2023: Felicia Sternfeld, Lübeck[9]

## Publikationen
- Hermann Auer (Hrsg.): Das Museum im technischen und sozialen Wandel unserer Zeit. Verlag Dokumentation, Pullach 1975, ISBN 3-7940-3427-9.
- Hermann Auer (Hrsg.): Raum, Objekt und Sicherheit im Museum. Saur, München u. a. 1978, ISBN 3-598-07074-8.
- Hermann Auer (Hrsg.): Das Museum und die Dritte Welt. Saur, München u. a. 1981, ISBN 3-598-10346-8.
- Hermann Auer (Hrsg.): Bewahren und Ausstellen, Die Forderungen des kulturellen Erbes in Museen. Saur, München u. a. 1984, ISBN 3-598-10481-2.
- Hermann Auer (Hrsg.): Chancen und Grenzen moderner Technologien im Museum. Saur, München u. a. 1986, ISBN 3-598-10631-9.
- Hermann Auer (Hrsg.): Museologie – Neue Wege – Neue Ziele. Saur, München u. a. 1989, ISBN 3-598-10809-5.
- Hermann Auer (Hrsg.): Museum und Denkmalpflege.  Saur, München u. a. 1992, ISBN 3-598-11107-X.
- Mitteilungen von ICOM Deutschland. München/Berlin seit 1993, ISSN 1865-6749.
- Hans-Albert Treff (Hrsg.): Reif für das Museum? Ausbildung – Fortbildung – Einbildung. Ardey, München 1995, ISBN 3-87023-050-9.
- Hans-Albert Treff (Hrsg.): Museen unter Rentabilitätsdruck. Engpässe – Sackgassen – Auswege. ICOM Deutschland, München 1998, ISBN 3-00-002395-X.
- Hans-Martin Hinz (Hrsg.): Das Museum als Global Village. Versuch einer Standortbestimmung am Beginn des 21. Jahrhunderts. Lang, Frankfurt am Main u. a. 2001, ISBN 3-631-37692-8.
- mit ICOM Österreich, ICOM Schweiz (Hrsg.): Ethische Richtlinien für Museen. Zürich 2003 (2., überarbeitete Auflage. Zürich 2010, ISBN 978-3-9523484-5-1, PDF).
- mit dem Deutschen Museumsbund (Hrsg.): Standards für Museen. Kassel/Berlin 2006 (PDF).
- mit ICOM Österreich, ICOM Schweiz: Das Museum als Ort des Wissens. (= Tagungsband des Internationalen Bodensee-Symposiums 2006). ICOM Schweiz, Zürich 2006, ISBN 978-3-9523484-1-3 (PDF).
- mit dem Deutschen Museumsbund, ICTOP – International Committee for the Training of Personnel (Hrsg.): Museumsberufe – Eine europäische Empfehlung. Berlin 2008, ISBN 978-3-9811983-3-1 (PDF).
- mit dem Deutschen Museumsbund (Hrsg.): Leitfaden für das wissenschaftliche Volontariat am Museum. Berlin 2009, ISBN 978-3-9811983-4-8 (PDF).
- Wissenschaftskommunikation – Perspektiven der Ausbildung – Lernen im Museum. Lang, Frankfurt am Main u. a. 2009, ISBN 978-3-631-58095-0.
- Karl-Heinz Lampe, Siegfried Krause, Martin Doerr (Hrsg.): Definition des CIDOC Conceptual Reference Model. (= Beiträge zur Museologie. Band 1). ICOM Deutschland, Berlin 2010, ISBN 978-3-00-030907-6 (PDF).
- Museen und Denkmäler – Historisches Erbe und Kulturtourismus. (= Tagungsband des Internationalen Bodensee-Symposiums 2009 / Beiträge zur Museologie. Band 2). ICOM Deutschland, Berlin 2010, ISBN 978-3-00-028961-3.
- Die Ethik des Sammelns. (= Tagungsband zur Jahrestagung von ICOM Deutschland 2010 / Beiträge zur Museologie. Band 3). ICOM Deutschland, Berlin 2011, ISBN 978-3-00-034461-9 (Zusammenfassung; PDF).
- Zur Ethik des Bewahrens – Konzepte, Praxis, Perspektiven. (= Tagungsband zur Jahrestagung von ICOM Deutschland 2013 / Beiträge zur Museologie. Band 4). ICOM Deutschland, Berlin 2014, ISBN 978-3-00-045736-4.
- Präventive Konservierung. Ein Leitfaden. (= Beiträge zur Museologie. Band 5). ICOM Deutschland, Berlin 2014, ISBN 978-3-00-046939-8.
- mit ICOM Österreich, ICOM Schweiz: Das Museum für alle – Imperativ oder Illusion? (= Tagungsband des Internationalen Bodensee-Symposiums 2016). ICOM Schweiz, Zürich 2016, ISBN 978-3-906007-25-0 (PDF).
- Von der Weltausstellung zum Science Lab. Handel – Industrie – Museum. (= Tagungsband zur Jahrestagung von ICOM Deutschland 2016 / Beiträge zur Museologie. Band 6). ICOM Deutschland, Berlin 2017, ISBN 978-3-00-056206-8 (Zusammenfassung; PDF).
- Difficult Issues. (= Tagungsband zur internationalen ICOM-Konferenz in Helsingborg 2017 / Beiträge zur Museologie. Band 7). Arthistoricum.net, Heidelberg 2019 (PDF, englisch).
- Gemeinsam mit Deborah Tout-Smith (Hrsg.): Museums, Borders and European Responsibility. One Hundred Years after the First World War. (= Beiträge zur Museologie. Band 8). Arthistoricum.net, Heidelberg 2019, (PDF, englisch).
- mit Markus Walz (Hrsg.): Museum: ausreichend. Die „untere Grenze“ der Museumsdefinition. (= Tagungsband des Internationalen Bodensee-Symposiums 2018 / Beiträge zur Museologie. Band 9). Arthistoricum.net, Heidelberg 2020 (PDF).